# Andy Kawaya
Andy Kawaya (Bruselas, 23 de agosto de 1996) es un exfutbolista belga que jugaba como extremo.

## Trayectoria
Se formó en la cantera del R. S. C. Anderlecht. Tras llegar a debutar con el primer equipo en 2013, en el segundo tramo de la temporada 2016-17 se marchó cedido al Willem II de Países Bajos. Tras finalizar su contrato con el equipo belga, pasó por el R. K. V. Mechelen y la U. S. Avellino 1912.
En enero de 2019, tras un periodo de prueba, firmó por la Cultural y Deportiva Leonesa para lo que quedaba de temporada más dos opcionales.
El 17 de junio de 2021 se confirmó su fichaje por el F. C. Cartagena por dos campañas. El 31 de enero de 2022 rescindió su contrato y se comprometió con el Albacete Balompié hasta junio de 2024. Justo un año después de su llegada, se marchó del conjunto manchego y regresó a la Cultural y Deportiva Leonesa.
En enero de 2024 puso fin a su carrera con 27 años debido a las varias lesiones que había sufrido y a una recaída de la última de ellas.

## Selección nacional
Kawaya fue internacional sub-15, sub-16, sub-17, sub-18, sub-19 y sub-21 con la selección de fútbol de Bélgica.

## Clubes
| Club                         | País         | Año       |
| ---------------------------- | ------------ | --------- |
| R. S. C. Anderlecht          | Bélgica      | 2013-2017 |
| Willem II (cedido)           | Países Bajos | 2016      |
| R. K. V. Mechelen            | Bélgica      | 2017-2018 |
| U. S. Avellino 1912          | Italia       | 2018      |
| Cultural y Deportiva Leonesa | España       | 2019-2021 |
| F. C. Cartagena              | España       | 2021-2022 |
| Albacete Balompié            | España       | 2022-2023 |
| Cultural y Deportiva Leonesa | España       | 2023      |

## Palmarés

### Campeonatos nacionales
| Título                      | Club                | País    | Año  |
| --------------------------- | ------------------- | ------- | ---- |
| Primera División de Bélgica | R. S. C. Anderlecht | Bélgica | 2014 |
| Supercopa de Bélgica        | R. S. C. Anderlecht | Bélgica | 2014 |